# Wen Shu
Wen Shu (文俶; Suzhou, 1595 ... – 1634) è stata una pittrice cinese, tra le più importanti della dinastia Ming insieme a Ma Shouzhen e a Qiu Zhu.

## Biografia

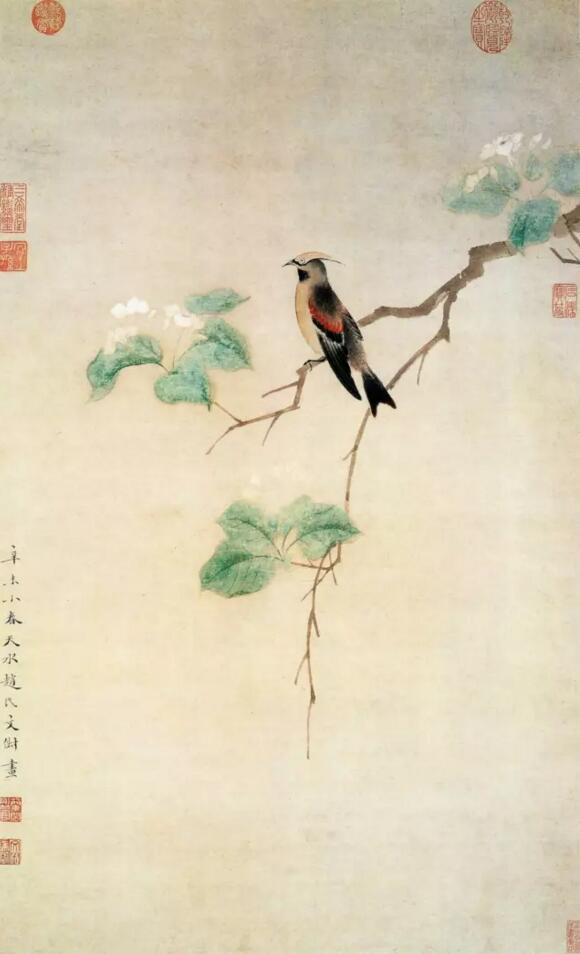
Wen Shu, Dipinto di fiori e uccello, Museo di Shanghai

Wen Shu nacque in un'importante famiglia di letterati di Suzhou, un tempo capitale della cultura della Cina. Tra i suoi antenati figura il calligrafo Wen Lin (1445-1499), padre del noto artista Wen Zhengming. Suo padre Wen Congjian (1574-1648) e suo fratello Wen Ran (1596-1667) furono anch'essi pittori. L'identità di sua madre è ignota.
Ricevette un'istruzione letteraria e fu un'ottima poetessa. Convolò a nozze con l'etimologista Zhao Jun, figlio dello studioso Zhao Yiguang e rampollo di una prestigiosa famiglia di Suzhou alla quale apparteneva anche il pittore Zhao Mengfu. La coppia risiedette in una villa fuori città nella località di Hanshan, dove si dedicò pienamente alle arti. Wen Shu morì nel 1634, seguita da suo marito nel 1640. La loro figlia raccolse le memorie di famiglia e chiese al suo fratellastro Kun (錕) di far scrivere un epitaffio allo storico Qian Qianyi.

## Lo stile

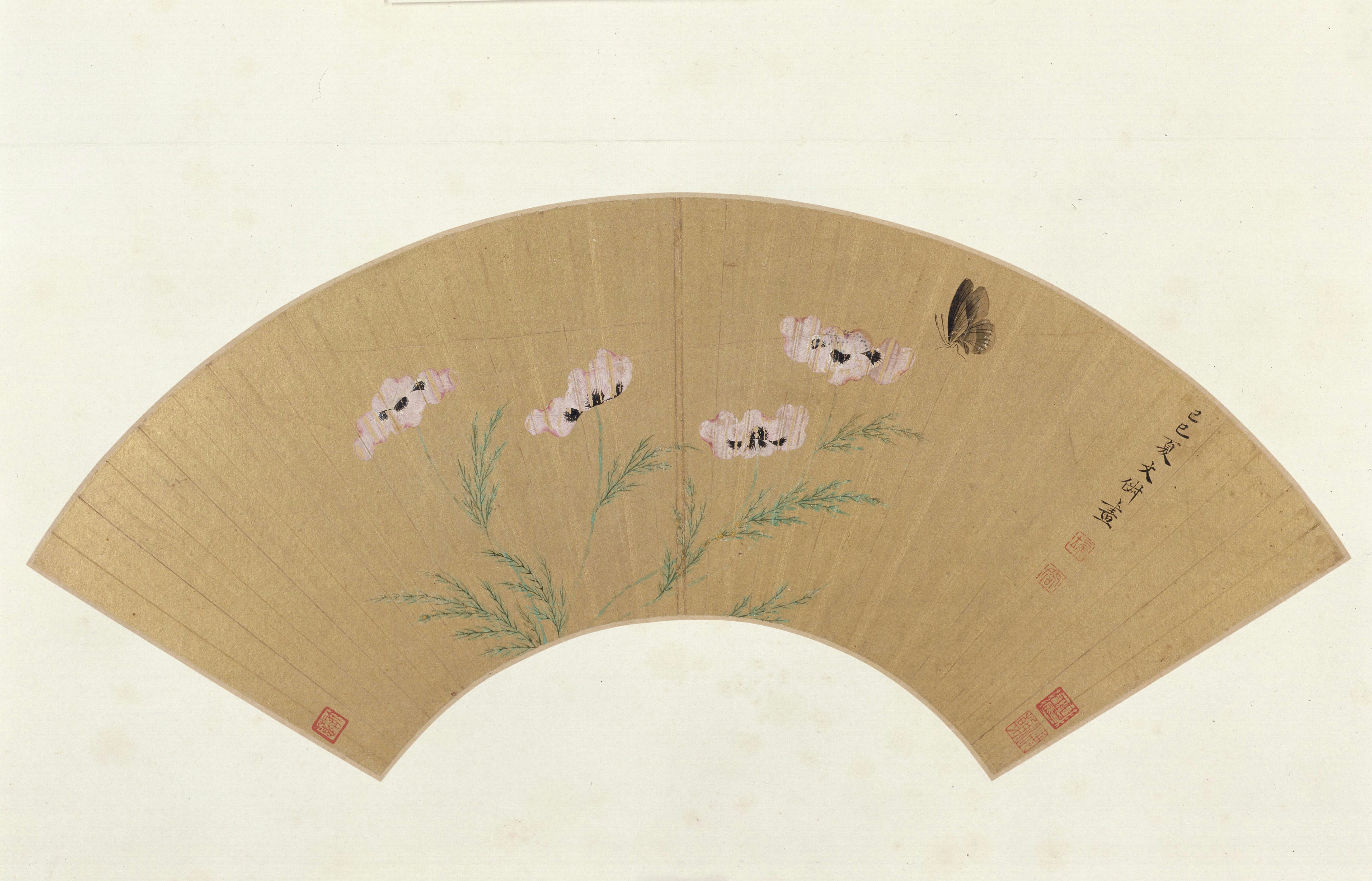
Wen Shu, Ventaglio con fiori e farfalle, Museo del Palazzo di Pechino

I dipinti di Wen Shu risalgono a un periodo che va dal 1626 al 1633. Queste date, che coincidono con la morte del suocero e con la propria, suggeriscono che un'attività così prolifica fosse dovuta alla necessità di vendere per rimpinguare le finanze della famiglia ormai in declino. Questa tesi è rafforzata dal fatto che le sue composizioni sono poco elaborate, presentano pochi motivi e non includono dediche o iscrizioni. I soggetti principali delle sue opere sono tutto ciò che animava il giardino di Hanshan, come gli insetti, i fiori e le farfalle. Tra le altre opere si menzionano le copie raffiguranti le specie botaniche del Běncǎo Gāngmù e le illustrazioni di poesie.
Viene riportato che Wen Shu dipingesse entrambi i lati dei suoi ventagli per paura che qualcuno potesse vandalizzarli con delle scritte casuali. Gran parte delle sue composizioni sono diverse versioni del tema dei fiori con le rocce. Tra i fiori dipinti vi sono rose, loto, narcisi, orchidee, prunus mume, erba di San Giovanni, pioppi, astri, begonie e crisantemi.
Wen Shu fu un modello per molte artiste successive, come le sorelle Zhou Xi e Zhou Hu che da lei copiarono i disegni del Běncǎo Gāngmù, Huang Ro da Taicang, Luo Qilang, allieva di Wang Guichan, e la sua pronipote Wang Yuyan. Molte altre pittrici si ispirarono al suo stile e riprodussero copie delle sue opere.